# Margarita Korabielnikowa
Margarita Pawłowna Korabielnikowa (ros. Маргарита Павловна Корабельникова; ur. 18 czerwca 1931, zm. 24 grudnia 2021) – radziecka aktorka filmowa i głosowa. Zasłużona Artystka RFSRR (1983).

## Wybrana filmografia

### Role filmowe
- 1965: Dziadek Mróz jako kobieta (epizod)
- 1967: Ogień, woda i miedziane trąby jako gość na weselu Kościeja
- 1972: Złotorogi jeleń

### Role głosowe

#### Filmy animowane
- 1954: Wszystkie drogi prowadzą do bajki
- 1959: Przygody Buratina jako Piero
- 1977: Zajączek i mucha jako Zajączek
- 1977: Jak kotek z pieskiem umyli podłogę
- 1988: Kotek z ulicy Liziukowa jako Wrona

#### Filmy fabularne
- 1959: Śnieżna baśń jako Mitia i Lola (głosy)